# 小川彩
小川 彩（おがわ あや、2007年〈平成19年〉6月27日 - ）は、日本のアイドルであり、女性アイドルグループ乃木坂46のメンバーである。千葉県出身。乃木坂46合同会社所属。

## 来歴
2007年（平成19年）6月27日生まれ。
2022年（令和4年）、5期生オーディションに合格。オーディションを受けた理由は乃木坂46のオーディションを調べた際にちょうど開催中だったため「誰かに受けなさい」と言われた気がしたからと語っている。同年2月23日、幕張メッセで行われた『乃木坂46 5期生お見立て会』で乃木坂46の5期生としてお披露目され、クラリネットで『ジコチューで行こう!』を披露した。
2023年（令和5年）2月1日、公式サイトに個人ブログが開設された。同年12月6日発売の34thシングル『Monopoly』に収録された「いつの日にか、あの歌を…」で5期生楽曲初センターを務めた。
2024年（令和6年）4月12日から29日まで上演された初舞台『乃木坂46”5期生”版 ミュージカル「美少女戦士セーラームーン」2024』でセーラー戦士のセーラーマーキュリー / 水野亜美役を演じた。同年8月21日発売の36thシングル『チートデイ』で初選抜で初福神となりフロントメンバーに抜擢された。
2025年（令和7年）4月3日より、BAYFMで単独冠レギュラーラジオ番組『乃木坂46 小川彩のbaby baby maybe』の放送が開始された。同年4月24日から放送のフジテレビ系列木曜劇場『波うららかに、めおと日和』で関谷ふゆ子役を演じ、地上波ドラマに初出演した。同年8月26日公開の実写縦型ショートドラマ『奏のララ』でヒロインのララ役を務めることが発表された。

## 人物
愛称は、あーや。尊敬する人は両親。3歳上の兄がいる。2019年6月号から2021年6月号まで『キラピチ』（学研プラス）の専属モデルをしていた。

### 趣味・嗜好
好きなものはトマトで、トマトを家の中で育てており毎日成長を観察するのがルーティーンになっている。好きな言葉は元気があれば何でもできる。千葉ロッテマリーンズのファンを公言している。

### 特技
特技はドラム、ピアノ、クラリネット。ダンスも得意で3歳から始めており、ヒップホップやR&B、ジャズなど様々なジャンルを週に6日以上習っていた。

### 乃木坂46
サイリウムカラーは白×白。好きな曲は「Sing Out!」で「アイドルなのに、こんなに儚くて綺麗なパフォーマンスをするんだ」と興味を持ち乃木坂46のファンになった。憧れの1期生メンバーは齋藤飛鳥。
先輩メンバーの筒井あやめとのコンビ名は「あやあや」、5期生の一ノ瀬美空と仲が良く「あやみく」と呼ばれている。

## 作品

### シングル
乃木坂46
- 絶望の一秒前（2022年3月23日、SRCL-12106/7） - EAN 4547366549096。
- バンドエイド剥がすような別れ方（2022年8月31日、SRCL-12214/5） - EAN 4547366571974。
- 17分間（2022年12月7日、SRCL-12338） - EAN 4547366590197。
- 僕たちのサヨナラ（2023年3月29日、SRCL-12480/8） - EAN 4547366607307。
- 心にもないこと（2023年3月29日、SRCL-12480/1） - EAN 4547366607307。
- さざ波は戻らない（2023年3月29日、SRCL-12486/7） - EAN 4547366607338。
- 涙の滑り台（2023年3月29日、SRCL-12488） - EAN 4547366607345。
- 踏んでしまった（2023年8月23日、SRCL-12620/8） - EAN 4547366626612。
- 考えないようにする（2023年8月23日、SRCL-12624/5） - EAN 4547366626636。
- 命の冒涜（2023年8月23日、SRCL-126268） - EAN 4547366626650。
- 思い出が止まらなくなる（2023年12月6日、SRCL-12630/8） - EAN 4547366650990。
- いつの日にか、あの歌を…（2023年12月6日、SRCL-12738） - EAN 4547366651027。
- 車道側（2024年4月10日、SRCL-12850/8） - EAN 4547366669053。
- 「じゃあね」が切ない（2024年4月10日、SRCL-12850/1） - EAN 4547366669053。
- あと7曲（2024年4月10日、SRCL-12852/3） - EAN 4547366669060。
- チートデイ（2024年8月21日、SRCL-12950/8） - EAN 4547366693973。
- 懐かない仔猫（2024年8月21日、SRCL-12954/5） - EAN 4547366693997。
- 熱狂の捌け口（2024年8月21日、SRCL-12958） - EAN 4547366694000。
- 歩道橋（2024年12月11日、SRCL-13070/8） - EAN 4547366716580。
- 相対性理論に異議を唱える（2024年12月11日、SRCL-13070/8） - EAN 4547366716580。
- 乃木坂饅頭（2024年12月11日、SRCL-13074/5） - EAN 4547366716603。
- 雪が降る日にまた会おう（2024年12月11日、SRCL-13076/7） - EAN 4547366716627。
- 懐かしさの先（2025年2月3日）
- ネーブルオレンジ（2025年3月26日、SRCL-13220/8） - EAN 4547366731125。
- キスのシルエット（2025年3月26日、SRCL-13228） - EAN 4547366731156。
- Same numbers（2025年7月30日、SRCL-13370/8） - EAN 4547366755978。
- 真夏日よ（2025年7月30日、SRCL-13370/8） - EAN 4547366755978。
- ってかさ（2025年7月30日、SRCL-13376/7） - EAN 4547366756012。

### 映像作品
- 新・乃木坂スター誕生! 第1巻（2023年1月27日） - EAN 4988021720267。
- 乃木坂46 10th YEAR BIRTHDAY LIVE（2023年2月22日） - EAN 4547366594324, EAN 4547366594447。
- 新・乃木坂スター誕生! 第2巻（2023年5月12日） - EAN 4988021720274。
- 新・乃木坂スター誕生! 第3巻（2023年8月4日） - EAN 4988021720281。
- NOGIZAKA46 ASUKA SAITO GRADUATION CONCERT（2023年10月25日） - EAN 4547366631012, EAN 4547366631098。
- 新・乃木坂スター誕生! 第4巻（2023年11月10日） - EAN 4988021720298。
- 乃木坂46 11th YEAR BIRTHDAY LIVE 5DAYS（2024年2月21日） - EAN 4547366660128, EAN 4547366660135。
- 超・乃木坂スター誕生! 第1巻（2024年4月10日） - EAN 4988021720625。
- MIZUKI YAMASHITA GRADUATION CONCERT（2024年10月2日） - EAN 4547366701180, EAN 4547366701227。
- 乃木坂46 12th YEAR BIRTHDAY LIVE（2025年2月12日） - EAN 4547366722253。

## 出演

### テレビドラマ
- 波うららかに、めおと日和（2025年4月24日 - 6月26日、フジテレビ）関谷ふゆ子 役[12]

### 配信ドラマ
- 波うららかに、めおと日和～瀧昌の問題ありません!?編～（2025年6月26日、FOD）関谷ふゆ子 役[27]
- 奏のララ（2025年8月26日 - 、TikTok）ヒロイン・田中ララ 役[14]

### 舞台
- 乃木坂46”5期生”版 ミュージカル「美少女戦士セーラームーン」2024（2024年4月12日 - 29日、IMM THEATER）水野亜美 / セーラーマーキュリー 役（Team MOON）[9]

### ラジオ
- 乃木坂46 小川彩のbaby baby maybe（2025年4月3日 - 、BAYFM）メインパーソナリティ[11]

### イベント
- ファーストピッチなど
  - 「北海道日本ハムファイターズ vs 千葉ロッテマリーンズ」8回戦（2025年5月30日、エスコンフィールドHOKKAIDO）ファーストピッチ・きつねダンス（金川紗耶、長嶋凛桜と共に出演）[28]

## 書籍

### 雑誌
- キラピチ（2019年6月号 - 2021年6月号、学研プラス）専属モデル[29][30]